# 0436
0436 è il prefisso telefonico del distretto di Cortina d'Ampezzo, appartenente al compartimento di Venezia.
Il distretto comprende la parte nord-occidentale della provincia di Belluno. Confina con i distretti di Bolzano (0471) e di Brunico (0474) a nord, di Pieve di Cadore (0435) a est, di Belluno (0437) a sud e di Cavalese (0462) a ovest.

## Aree locali e comuni
Il distretto di Cortina d'Ampezzo comprende 3 comuni compresi in 1 area locale, nata dall'aggregazione dei 2 preesistenti settori di Cortina d'Ampezzo e Livinallongo del Col di Lana: Cortina d'Ampezzo, Livinallongo del Col di Lana e San Vito di Cadore .